# Metnitzer Berge
Die Metnitzer Berge oder Metnitzer Alpen, benannt nach dem Ort Metnitz in Kärnten, liegen zwischen Mur- und Metnitztal an der Grenze zwischen der Steiermark und Kärnten.

## Lage
Der Hauptkamm (Ost-West ausgerichtet) bildet eine Wasserscheide zwischen Mur und Drau (die Metnitz entwässert über die Gurk in die Drau). Nennenswerte Nord-Süd-Übergänge führen über Auen nach Wöbring (von Laßnitz nach Metnitz), über den historisch bedeutenden Priewaldsattel (alter Saumweg, Talorte Laßnitz bzw. Ingolsthal) sowie über den Auerling (von Sankt Lambrecht nach Ingolsthal).
Die Metnitzer Berge sind der nordöstliche Teil der Gurktaler Alpen, geologisch sind sie Teil der Zentralalpen. Sie sind ein Gebiet mit intensiver Alm- und Forstwirtschaft und ein beliebtes Ski- und Wandergebiet. Der höchste Gipfel ist der Goldachnock (2171 m).

## Gipfel
Die 16 höchsten Gipfel der Metnitzer Berge:
| Name              | Bundesland         | Höhe   |
| ----------------- | ------------------ | ------ |
| Goldachnock       | Steiermark         | 2171 m |
| Prankerhöhe       | Steiermark         | 2166 m |
| Kirbisch          | Steiermark         | 2140 m |
| Schwarmbrunnhöhe  | Steiermark/Kärnten | 2120 m |
| Rosenkranzhöhe    | Steiermark         | 2118 m |
| Hirschstein       | Kärnten            | 2047 m |
| Ackerlhöhe        | Steiermark/Kärnten | 2040 m |
| Frauenalpe        | Steiermark         | 1997 m |
| Kreischberg       | Steiermark         | 1981 m |
| Lichtberg         | Kärnten            | 1930 m |
| Grebenzen         | Steiermark/Kärnten | 1892 m |
| Scharfes Eck      | Kärnten            | 1818 m |
| Kuhalm            | Steiermark         | 1784 m |
| Kuchalm           | Kärnten            | 1765 m |
| Preininger Kuster | Kärnten            | 1734 m |
| Karchauer Eck     | Steiermark         | 1658 m |

## Windparkprojekt Kuchalm
Entgegen Einsprüchen von Umweltorganisationen, einer Bürgerinitiative zur Erhaltung der Lebensräume im Metnitztal und der Jägerschaft gab das Kärntner Landesverwaltungsgericht 2018 Grünes Licht für den Bau von 8 Windkraftanlagen am Bergkamm mit dem Kuchalm. 2022 hat der Verbundkonzern das Projekt von Carinthia Wind übernommen. Ein Jahr lang soll nun der Wind gemessen und neu projektiert werden. Auch soll erstmals eine Umweltverträglichkeitsprüfung absolviert werden.

## Galerie

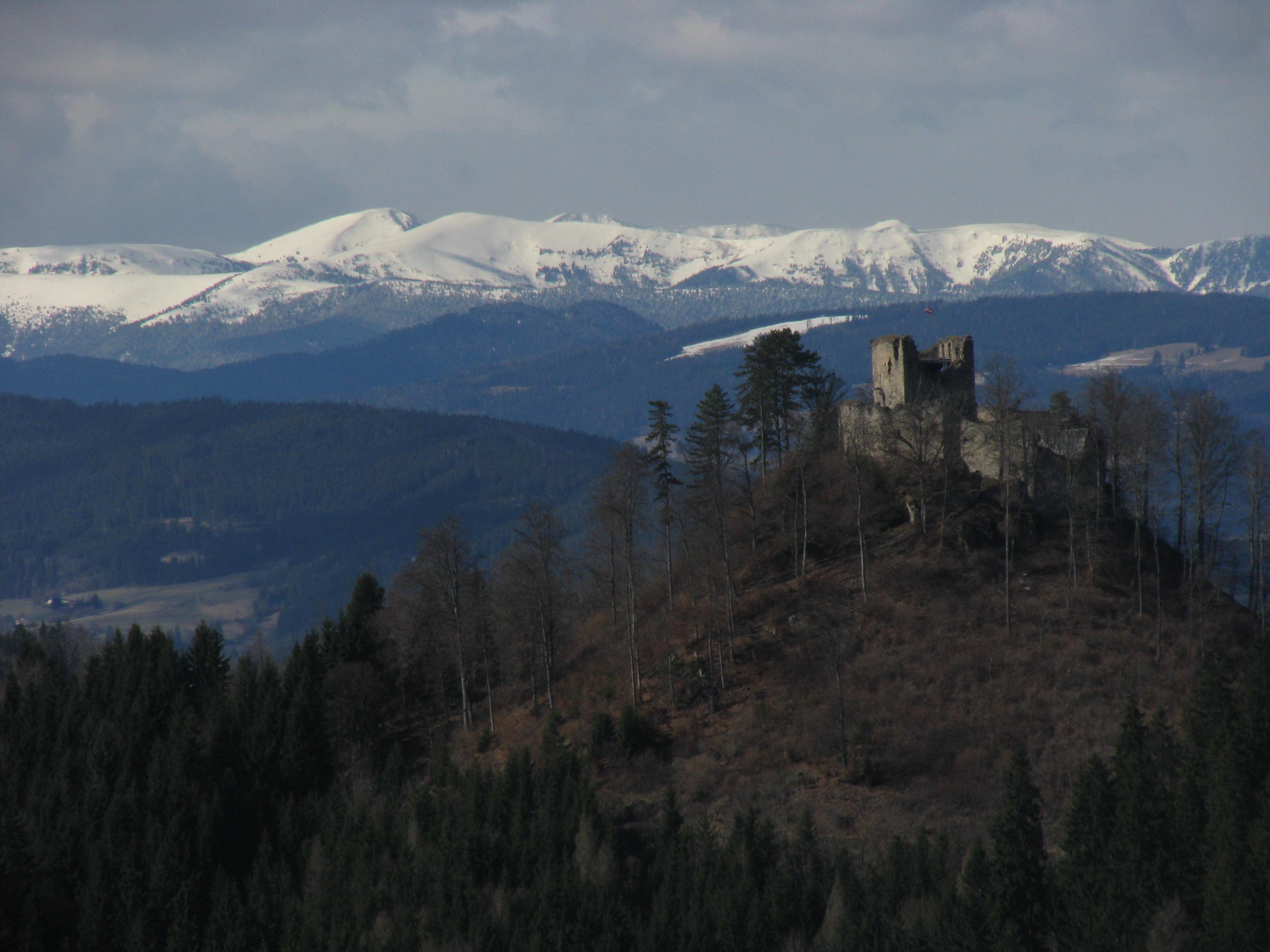
Metnitzer Berge (links Prankerhöhe, etwas versteckt ganz hinten Goldachnock und Kirbisch) von Südosten
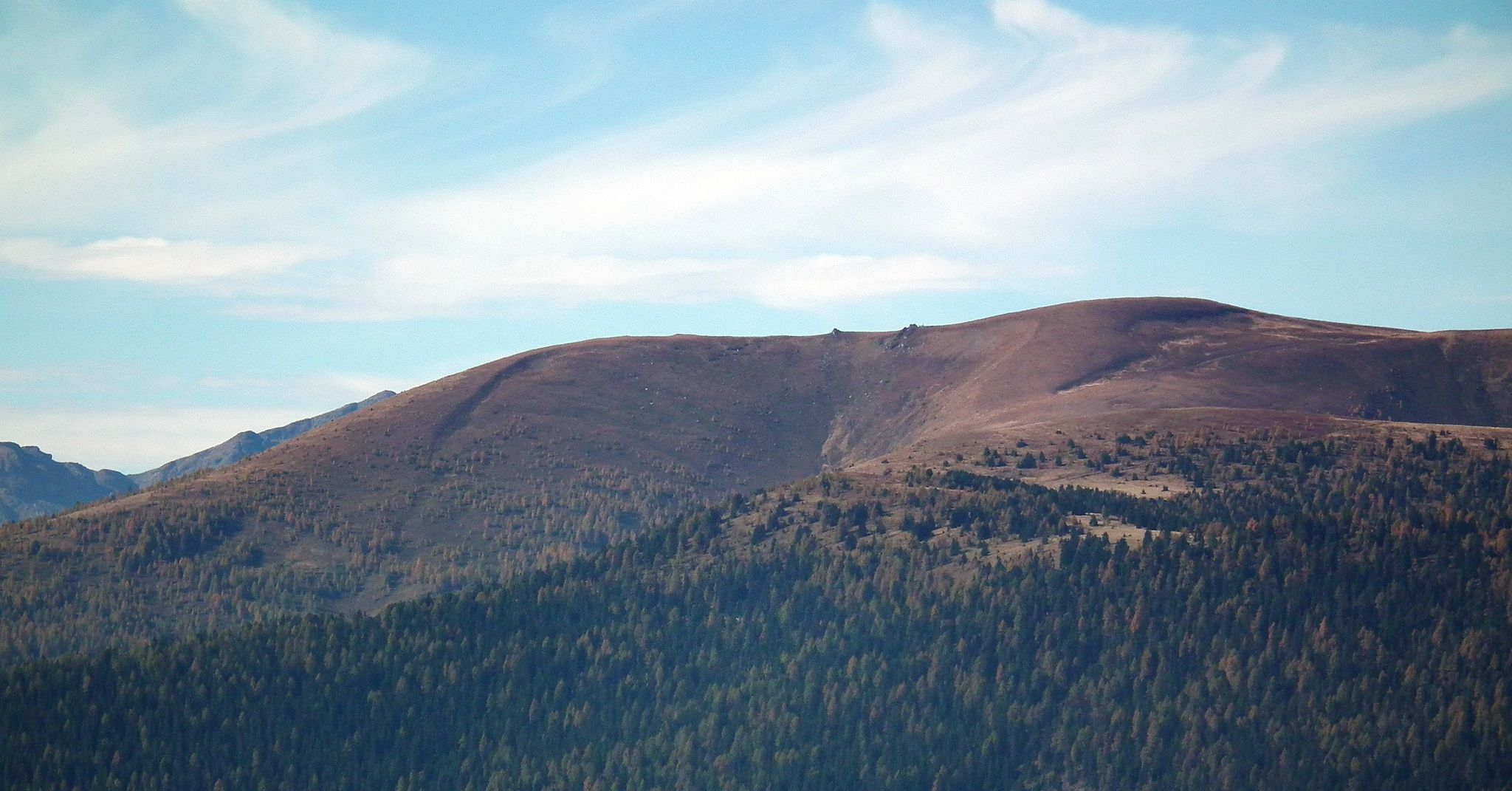
Hirschstein von Osten
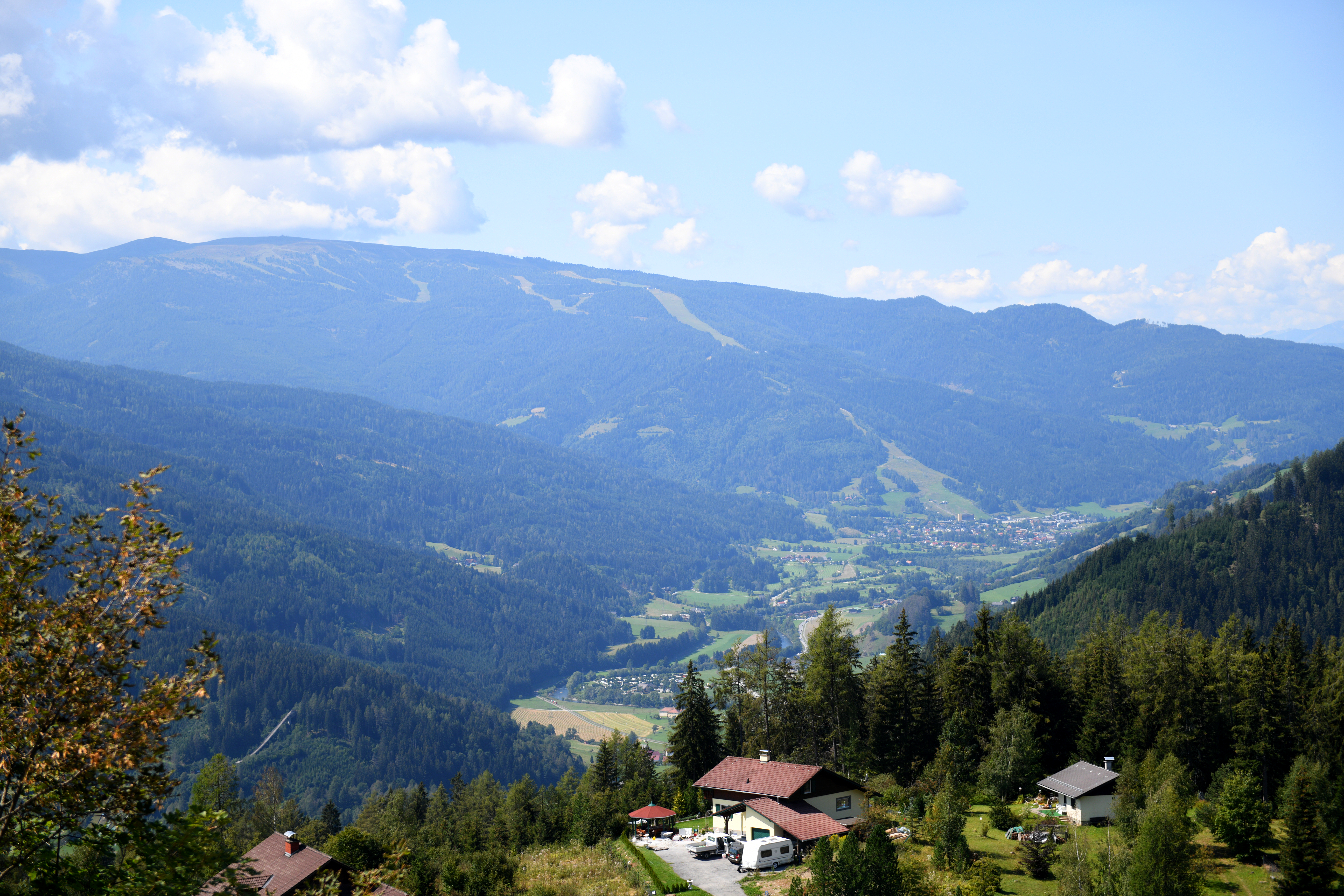
Kreischberg von Nordosten
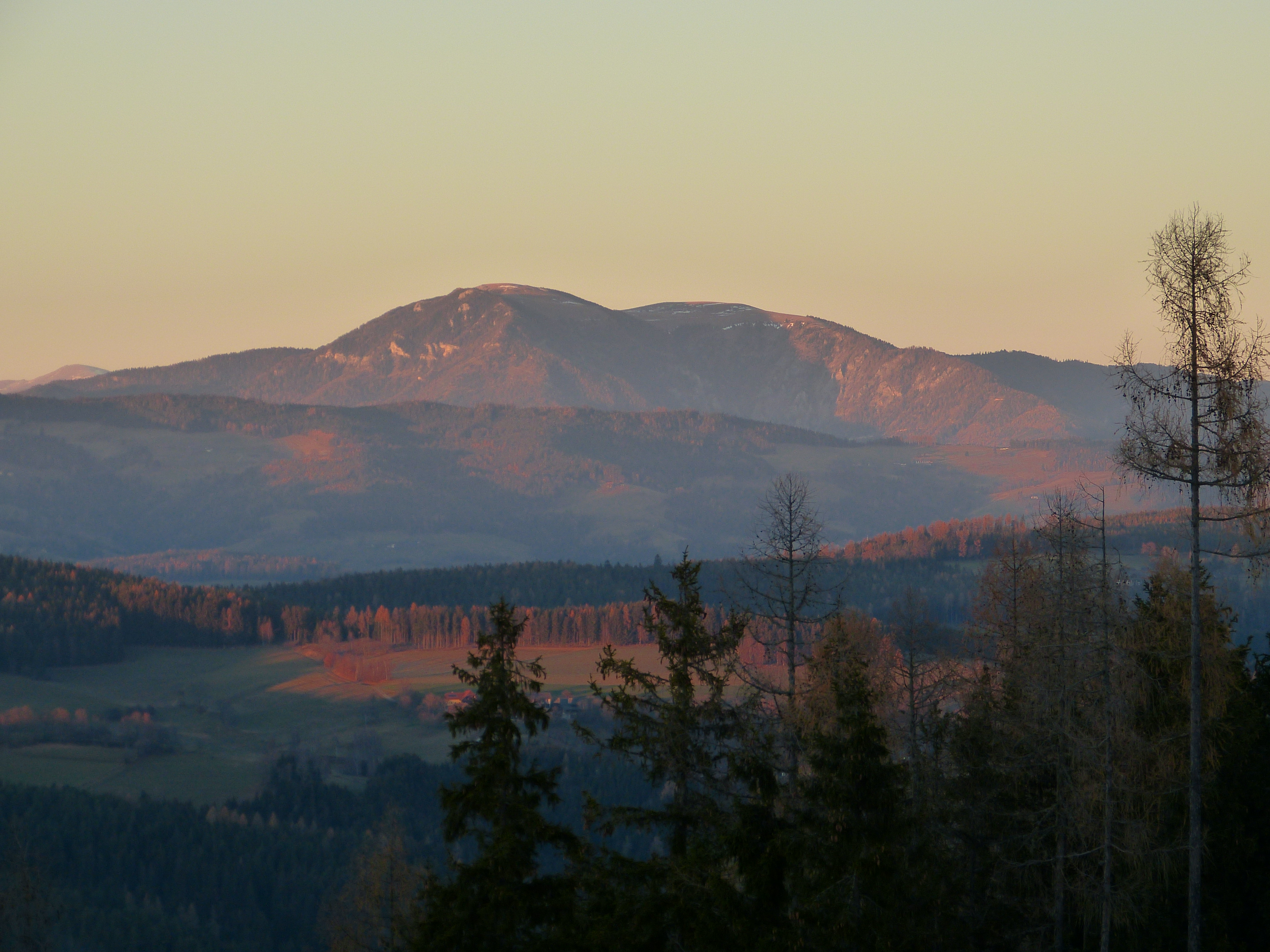
Grebenzen von Süden